# Cupanoscelis serrana
Cupanoscelis serrana é uma espécie de coleóptero da tribo Eburiini (Cerambycinae); com distribuição restrita ao estado de Goiás (Brasil).

## Sistemática
- Ordem Coleoptera
  - Subordem Polyphaga
    - Infraordem Cucujiformia
      - Superfamília Chrysomeloidea
        - Família Cerambycidae
          - Subfamília Cerambycinae
            - Tribo Eburiini
              - Gênero Cupanoscelis
                - C. serrana (Galileo & Martins, 1999)